# Král v Prusku

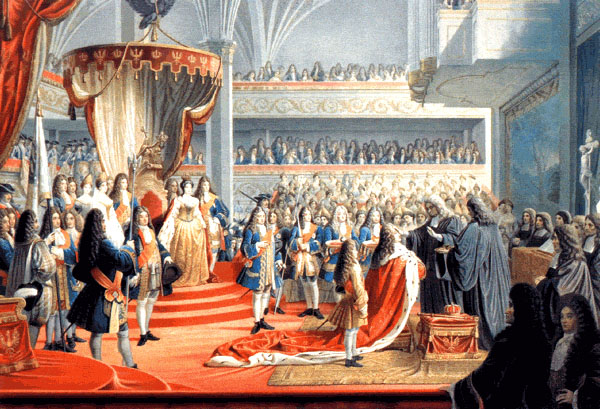
Korunovace Fridricha I. Pruského králem v Prusku v Královci

Král v Prusku (německy König in Preußen) byl královský titul, užívaný braniborskými kurfiřty v letech 1701 až 1772.
Braniborský kurfiřt byl poddaným císaře Svaté říše římské a vedle braniborského kurfiřtství, které bylo součástí Říše, byl ještě vévodou pruským, které nebylo součástí Říše. V Říši té doby existoval jen jeden král, který nemusel být z titulu své královské hodnosti současným či budoucím císařem – český král.
18. ledna 1701 se pro zvýšení své prestiže nechal Fridrich I. Pruský korunovat v Královci králem. Souhlas císaře Leopolda I. získal za podporu habsburských zájmů ve válce o španělské dědictví. Mohl se však nechat korunovat pouze králem v Prusku, protože v Říši zůstával kurfiřtem a nikoliv králem.
Přes uznání císařem byl královský titul krále v Prusku v Evropě obecně uznán až po Utrechtském míru. Polský král však i nadále užíval titulu pruský král (vzhledem k existenci tzv. Královského Pruska), a to až do roku 1742.
Po prvním dělení Polska a pruské anexi většiny Královského Pruska v roce 1772 začali pruští panovníci používat namísto titulu král v Prusku titul pruský král.